# Prionailurus
Prionailurus es un género de mamíferos carnívoros pertenecientes a la familia Felidae, subfamilia Felinae. Dentro de este género se incluyen cuatro o cinco especies de felinos de tamaño y aspecto variable, que viven en las selvas de la India y el Sureste Asiático: el gato de Bengala (Prionailurus bengalensis), el gato de cabeza plana (Prionailurus planiceps), el gato herrumbroso (Prionailurus rubiginosus) y el gato pescador (Prionailurus viverrinus). Este último es el más conocido y de distribución más amplia, así como prácticamente el único felino que basa su dieta en el consumo de pescado.
El estado de conservación de cada una de las especies es de lo más dispar, aunque en general se puede decir que todas están amenazadas en alguna medida debido a la destrucción de su hábitat, que se ha acelerado en los últimos años a la par que el desarrollo urbano e industrial del Sureste Asiático. El gato de cabeza plana llegó incluso a considerarse extinto en 1985, pero por fortuna fue redescubierto diez años después. Desde entonces aparece en la Lista Roja de la UICN como especie en estado crítico.

## Taxonomía
El género fue descrito en 1858 por Nikolái Sévertsov, quien asignó como especie tipo a Felis pardochrous Hodgson, 1844. Sin embargo, este nombre era sinónimo de Felis bengalensis Kerr, 1792. El género está conformado por las siguientes especies:
- Prionailurus bengalensis (Kerr, 1792)
- Prionailurus iriomotensis Imaizumi, 1967, algunos lo hacen subespecie del gato de Bengala
- Prionailurus planiceps (Vigors & Horsfield, 1827)
- Prionailurus rubiginosus (I. Geoffroy Saint-Hilaire, 1831)
- Prionailurus viverrinus (Bennett, 1833)